# دانسمویر (کالیفرنیا)
دانسمویر (به انگلیسی: Dunsmuir) شهری در شهرستان سیسکیو ایالت کالیفرنیا است که در سرشماری سال ۲۰۱۰ میلادی، ۱۶۵۰ نفر جمعیت داشته است.